# سيتوكا (فلم)
سيتوكا (بالإنجليزية: Situka) هُو فيلم دراما أوغندي صدر سنة 2015 وأخرجه كويزي كاغاندا. الفيلم من بطولة الثنائي Hellen Lukoma وروبرت كياغولاني سينتامو.